# Diritti LGBT in Kosovo
I diritti delle persone lesbiche, gay, bisessuali e transgender (LGBT) in Kosovo non sono gli stessi delle persone eterosessuali. Negli ultimi anni, tuttavia, si è registrato un graduale miglioramento, soprattutto con l'entrata in vigore della Costituzione nel 2008, che vieta la discriminazione basata sull'orientamento sessuale. Nonostante ciò, l'applicazione di questa legge rimane relativamente debole e, nella pratica, le persone LGBT continuano ad affrontare un intenso rifiuto sociale.
Il governo del Kosovo ha fornito supporto alla comunità LGBT. Alla fine del 2013, l'Assemblea della Repubblica del Kosovo ha approvato una legge per istituire un gruppo di coordinamento dedicato a tale minoranza.
Il Kosovo rimane uno dei pochi paesi a maggioranza musulmana a organizzare regolarmente parate del Pride.

## Storia del diritto penale kosovaro

### Sotto l'Impero ottomano
Nel 1858, l'Impero ottomano, che all'epoca controllava il Kosovo, legalizzò i rapporti sessuali tra persone dello stesso sesso.

### Sotto la Jugoslavia
Il codice penale jugoslavo del 1929 vietò "l'ingiustizia contro l'ordine della natura" (rapporto anale). In seguito, la Repubblica Socialista Federale di Jugoslavia limitò questo reato ai rapporti anali tra persone dello stesso sesso, riducendo la pena massima a 1 o 2 anni di reclusione nel 1959.
Nel 1994, i rapporti sessuali tra uomini divennero legali nella Provincia Autonoma di Kosovo e Metochia, allora parte della Repubblica Federale di Jugoslavia.

### Periodo UNMIK
Nel 2004, durante il periodo della Missione di Amministrazione ad interim delle Nazioni Unite in Kosovo (UNMIK), l'età del consenso fu fissata a 14 anni indipendentemente dal genere o dall'orientamento sessuale dell'individuo, e tutti i reati sessuali furono resi neutri rispetto al genere.

### Dopo l'indipendenza dalla Serbia
Il Kosovo ha dichiarato l'indipendenza dalla Serbia nel 2008, mantenendo legali i rapporti sessuali tra persone dello stesso sesso. Durante questo periodo, la visibilità della comunità LGBT è aumentata e le discussioni su questi temi sono diventate più comuni. Nello stesso anno, è stata promulgata la Costituzione del Kosovo, che include disposizioni che vietano la discriminazione basata sull'orientamento sessuale, tra le altre.

## Riconoscimento delle relazioni tra persone dello stesso sesso
Nel 2014, il presidente della Corte costituzionale ha affermato che, de iure, il Kosovo permette il matrimonio tra persone dello stesso sesso. L'articolo 144(3) della Costituzione del Kosovo richiede che la Corte costituzionale approvi qualsiasi emendamento alla Costituzione per garantire che non violino i diritti civili precedentemente garantiti. L'articolo 14 della Legge sulla Famiglia (in albanese Ligji për Familjen; in serbo Zakon o porodici?) definisce il matrimonio come una "comunità legalmente registrata di due persone di sesso diverso", ma gli attivisti per i diritti degli omosessuali in Kosovo sostengono che ciò contraddica il testo della Costituzione e hanno invitato le coppie dello stesso sesso a sfidare la legge in tribunale.
Il 7 luglio 2020, il ministro della giustizia Selim Selimi ha annunciato che il nuovo codice civile avrebbe permesso le unioni civili tra persone dello stesso sesso. La mossa è stata criticata da alcuni gruppi per i diritti LGBT perché consolidava la distinzione legale tra coppie eterosessuali e omosessuali. Tuttavia, il 16 marzo 2022, l'Assemblea ha respinto il progetto di codice civile: solo 28 dei 120 parlamentari hanno votato a favore del disegno di legge.
Il 25 aprile 2024, il primo ministro Albin Kurti ha annunciato che il Kosovo avrebbe introdotto le unioni tra persone dello stesso sesso a maggio.

## Protezione dalle discriminazioni
L'articolo 24 della Costituzione del Kosovo vieta la discriminazione su vari motivi, incluso l'orientamento sessuale. Il Kosovo è uno dei pochi stati in Europa con un divieto costituzionale di discriminazione basato sull'orientamento sessuale. Il testo recita:
La legge anti-discriminazione del 2004 (in albanese Ligji Kundër Diskriminimit; in serbo Zakon protiv diskriminacije?) vieta la discriminazione basata sull'orientamento sessuale in vari ambiti, tra cui l'occupazione, l'adesione a organizzazioni, l'istruzione, la fornitura di beni e servizi, la sicurezza sociale e l'accesso agli alloggi. La definizione di discriminazione in questa legge include esplicitamente la discriminazione diretta e indiretta, così come le molestie, la vittimizzazione e la segregazione.
Il 26 maggio 2015, il parlamento ha approvato emendamenti che aggiungono l'identità di genere alla legge anti-discriminazione del Kosovo. Gli emendamenti sono entrati in vigore a luglio 2015.
Nell'aprile 2019, è entrato in vigore il nuovo codice penale del Kosovo, con protezioni più forti per i cittadini LGBT. La legge prevede pene aggiuntive per i crimini d'odio motivati dall'orientamento sessuale o dall'identità di genere della vittima.
Nonostante queste protezioni legali, le persone LGBT tendono a evitare di denunciare casi di discriminazione o abuso alla polizia. Nel 2019, sono stati segnalati alle autorità un totale di 10 crimini motivati da pregiudizi, mentre ulteriori 13 sono stati riportati solo alle organizzazioni LGBT. Nel febbraio 2019, le autorità hanno avviato un procedimento contro un funzionario del Ministero della giustizia che aveva incitato alla decapitazione delle persone LGBT. La polizia lo ha preso in custodia.

## Identità ed espressione di genere
Le persone transgender non sono autorizzate a cambiare legalmente il loro genere in Kosovo, anche se hanno subito un intervento chirurgico di riassegnazione del sesso.
Nel 2017, un cittadino kosovaro, Blert Morina, ha avviato una causa legale per cambiare nome e genere sui documenti di identificazione ufficiali. La sua richiesta è stata respinta dall'Agenzia di registrazione civile del Kosovo. La sua avvocata, Rina Kika, ha dichiarato che a luglio 2018 è stata richiesta una revisione costituzionale della decisione dell'agenzia.
Nel dicembre 2019, il Tribunale di primo grado di Pristina ha emesso una sentenza favorevole a Morina, affermando il suo diritto a cambiare sia il nome sia il genere sui documenti di identificazione. Kika ha commentato che "per la prima volta il tribunale ha deciso di riconoscere il diritto all'identità di genere senza richiedere prove di intervento chirurgico o qualsiasi cambiamento medico".
Il Ministero della giustizia e l'Agenzia di registrazione civile hanno dichiarato che la sentenza non sarà considerata un precedente e che le altre persone transgender dovranno seguire una procedura giudiziaria simile.

## Servizio militare
Le persone lesbiche, gay e bisessuali sono autorizzate a servire apertamente nelle forze armate. Tuttavia, a causa delle discriminazioni presenti nel paese, non esiste un caso pubblico.

## Donazione di sangue
Secondo le linee guida della "settimana della donazione del sangue" del 2018, coloro che hanno avuto "rapporti intimi con persone dello stesso sesso" non possono donare sangue.

## Condizioni di vita

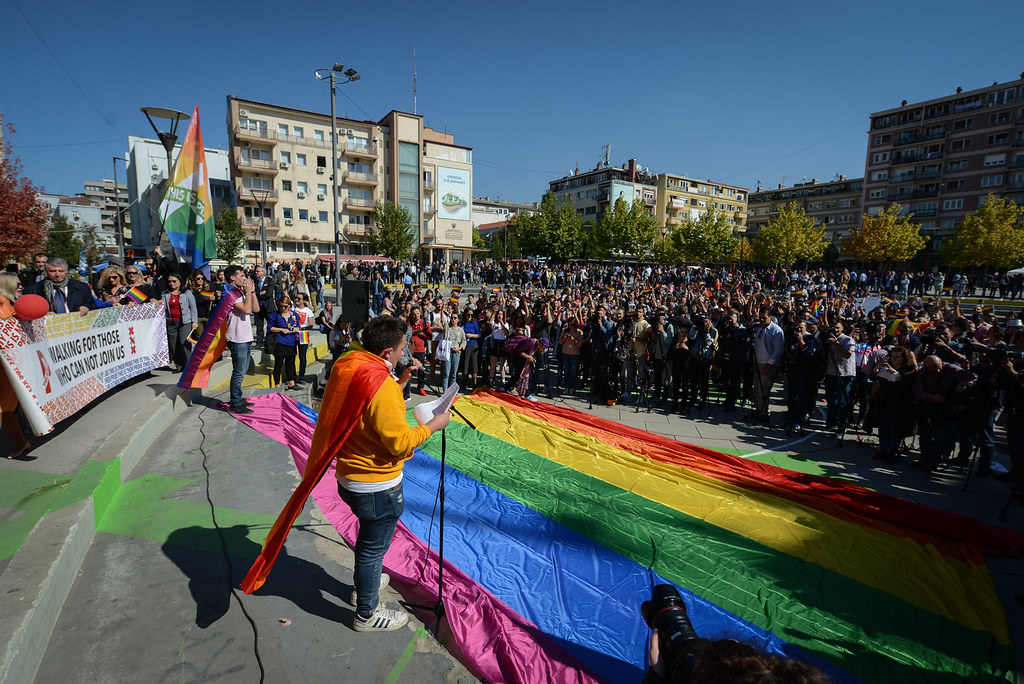
Parata del Pride di Pristina del 2018

Un gruppo per i diritti LGBT, il Center for Social Emancipation, descrive la vita gay in Kosovo come "sotterranea" e per lo più segreta. Il Kosovo ha un solo gay bar, il Bubble Pub, aperto a Pristina nel 2022.
Secondo un sondaggio del 2015 condotto dal National Democratic Institute, l'81% dei kosovari LGBT ha dichiarato di essere stato vittima di abusi psicologici, mentre il 29% ha riportato di essere stato vittima di violenza fisica.
Dal 2007, in Kosovo si organizzano eventi per celebrare la Giornata internazionale contro l'omofobia, la bifobia e la transfobia. La prima parata del Pride si è svolta a Pristina nel maggio 2016, con la partecipazione del presidente Hashim Thaçi e dei diplomatici britannici e statunitensi. La Pride Week si tiene annualmente a Pristina dal 2017. Nel 2018, ha partecipato il sindaco Shpend Ahmeti. Durante la terza edizione dell'evento nell'ottobre 2019, i partecipanti hanno sfilato da piazza Scanderbeg fino a piazza Zahir Pajaziti, passando per il palazzo del governo, il parlamento e altri luoghi simbolo della città, con lo slogan "Chiunque faccia battere il tuo cuore" (Për kon t'rreh zemra). Gli eventi si sono svolti senza incidenti, comprendendo varie mostre artistiche, feste, conferenze, discussioni e una parata.

### Movimenti e associazioni per i diritti LGBT
Attualmente esistono diverse organizzazioni locali per i diritti LGBT in Kosovo. Tra le più note ci sono il Center for Equality and Liberty (CEL; in albanese Qendra për Barazi dhe Liri), il Center for Social Group Development (CSGD; in albanese Qendra për Zhvillimin e Grupeve Shoqërore) e il Center for Social Emancipation (QESh; in albanese Qendra për Emancipim Shoqëror).

## Tabella riassuntiva
| Attività e relazioni sessuali legali                                                                          | (dal 1994)                                           |
| Parità dell'età di consenso                                                                                   | (dal 2004)                                           |
| Leggi anti-discriminazione sul lavoro                                                                         | (dal 2004)                                           |
| Leggi anti-discriminazione nella fornitura di beni e servizi                                                  | (dal 2004)                                           |
| Leggi anti-discriminazione in tutti gli altri settori (inclusa discriminazione diretta ed espressioni d'odio) | (dal 2004)                                           |
| Leggi anti-discriminazione in materia di identità di genere                                                   | (dal 2015)                                           |
| Unione civile                                                                                                 | No                                                   |
| Matrimonio egualitario                                                                                        | No                                                   |
| Adozioni per le coppie omosessuali                                                                            | No                                                   |
| Autorizzazione a prestare servizio nelle forze armate per persone LGB                                         | Si                                                   |
| Diritto di cambiare legalmente sesso                                                                          | Si può cambiare fisicamente, ma non anagraficamente. |
| Surrogazione di maternità                                                                                     | No                                                   |
| Permesso di donare il sangue                                                                                  | No                                                   |